# Zagrebački računalni savez
Zagrebački računalni savez (ZRS) je neprofitna udruga informatičara koja djeluje na području grada Zagreba. Cilj udruge je popularizacija informatike. Djeluje od studenog 1998. god. i sjedište joj je u Ilici 53a. Trenutni organizator radionica i kampova, kao i osnivatelj saveza (ujedno i tajnik) je Zdravko Mate Škokić. 

## Vanjske poveznice
- Stranica ZRSa